# Alaerato angulifera
Alaerato angulifera is een slakkensoort uit de familie van de Eratoidae. De wetenschappelijke naam van de soort is voor het eerst geldig gepubliceerd in 1859 door Sowerby II.